# Jean Paul Pineda
Jean Paul Jesús Pineda Cortés (Santiago del Cile, 24 febbraio 1989) è un calciatore cileno, attaccante del Unión San Felipe.
In patria è paragonato al connazionale Alexis Sánchez, per la somiglianza sia fisica che calcistica.